# Książ (piwo)
Książ – marka polskiego piwa produkowanego przez browary w Brzesku i Szczecinie będące częścią koncernu Carlsberg Polska. Jest to lager o 6% zawartości alkoholu oraz 12,1% zawartości ekstraktu. Jego skład został oparty na wiekowej recepturze odnalezionej w podziemiach Zamku Książ. Producent przedstawia je jako piwo o dość silnej goryczce i dużej klarowności. Istnieje również mocna odmiana piwa Książ z czarną etykietą, o 9% zawartości alkoholu.
Pierwotnie piwo jasne pełne Książ warzone było w browarze w Świebodzicach w trzech odmianach:
- 10,4% e.w. i do 5,2% alk.
- 11,3% e.w. i do 5,6% alk.
- 12,5% e.w. i do 5,6% alk.

W latach 90. produkcję przeniesiono do browaru "Piast", a lokalny browar w Świebodzicach został zlikwidowany.